# Pierre Henri Cami
Pour les articles homonymes, voir Cami.
Cami (nom de plume de Pierre Henri Cami) est un humoriste français né le 20 juin 1884 à Pau (Pyrénées-Atlantiques) et mort le 3 novembre 1958 à Paris.

## Biographie
Pierre Henri Cami (de son nom complet Pierre Louis Adrien Charles Henry Cami), est le fils de Charles Cami, voyageur de commerce aux affaires. Avec ses trois sœurs, il grandit dans un milieu bourgeois et confortable.
Au lycée de Pau, il se montre un élève médiocre. À 15 ans, il écrit des poésies qu'il signe Kami. Il veut devenir matador et rêve de porter la coleta sur la nuque. Son père voyant cette vocation d'un mauvais œil, s'ingénie à la contrarier.
Cami entame sa carrière comique par le truchement du bulletin des pompes funèbres, Le Petit Corbillard illustré.
Doué pour la caricature, mais plus encore pour le théâtre loufoque, Cami jouit d'un immense succès populaire dès 1914. Il crée des personnages burlesques fort appréciés jusqu'à la Seconde Guerre mondiale, tels que Loufock-Holmès et César Rikiki.
Il est également l'auteur de « la semaine Camique » dans L'Illustration.
Il est le fondateur de l'Académie de l'humour et sera lauréat en 1953 du grand prix d'humour international.
Cami meurt dans l'anonymat à 74 ans, en son domicile du 14 rue Étex, dans le 18e arrondissement de Paris. Il est enterré au cimetière parisien de Saint-Ouen. (carré 18, ligne 21, tombe 16).

### Commentaires
Charlie Chaplin a dit de lui qu'il était « le plus grand humoriste in the world ».
Jacques Prévert propose le terme de « camisard » pour désigner ses admirateurs — et pour certains amis — au rang desquels on compte la producteur radio Gabriel Germinet, des écrivains et cinéastes tels que Ramon Gomez de la Serna, Benjamin Péret, Paul Gilson, Carlo Rim, Jean Cassou, Lucien Dubech, Maurice Dekobra et, plus récemment, Roland Topor, Jean-Jacques Pauvert, Raymond Devos, Chaval, Rémo Forlani, Michel Lebrun, Jean Ferry et Robert Enrico.

## Œuvres
- Les Mystères de la forêt noire, 1917 (rééd. Pauvert, 1978)
- Les Amours de Mathusalem, 1925
- Vendetta ! ou Une aventure corsée. éd. E. Flammarion, Paris, 1926, 248 p.
- Cami-Voyageur ou Mes aventures en Amérique, coll. « Les Auteurs gais », éd. E. Flammarion, Paris, 1927, 242 p.
- Les Mémoires de Dieu le père, 1930
- Pssitt et Pchutt dans le cirque de la vie (entrées camiques), 1932
- L'Œuf à voiles, 1934
- Quand j'étais jeune fille…, mémoires d'un gendarme. éd. Baudinière, Paris, 1937, 320 p.
- Le Voyage inouï de monsieur Rikiki, 1938
- Album de Roussignoulet, impr. de Lescher-Moutoué, Pau, 1941, 16 p.
- Les Nouveaux Paysans, 1943 (?)
- Détective à moteur : L'Énigme des cinq pavillons, 1945
- Un beau jour de printemps, 1946
- Détective à moteur (Krik-robot) : Les Kidnappés du panthéon, éd. P. Dupont, Paris, 1947
- Sans-un au purgatoire ou Après le jugement dernier, 1948
- Le Poilu aux mille trucs et autres nouvelles et drames comiques, Grande Collection nationale no 66, éd. F. Rouff, Paris, 36 p.

### Romans
- Les Amours de Mathusalem, coll. « Les Auteurs gais », éd. E. Flammarion, Paris, 1925, 284 p.
- Le Jugement dernier, roman prématuré, éd. Baudinière, Paris, 1928, 320 p.
- Le Scaphandrier de la Tour Eiffel, éd. Baudinière, Paris, 1929, 320 p.
- Le Fils des Trois Mousquetaires, roman héroï-camique, éd. Baudinière, Paris, 1929, 232 p.
- Christophe Colomb ou La Véritable Découverte de l'Amérique, roman sonore, éd. Baudinière, Paris, 1931, 288 p.
- Les Amants de l'entre-ciel, éd. Baudinière, Paris, 1933, 351 p.
- Les Chevaliers du gai, roman de jaquette et d'épée, éd. Baudinière, Paris, 1935, 286 p.
- Les Nouveaux paysans, éd. Baudinière, Paris, 1943, 251 p.
- La Ceinture de dame Alix, roman à clé, éd. Baudinière, Paris, 1946, 224 p.
- Je ferai cocu le percepteur, roman fiscal et passionnel, éd. Baudinière, Paris, 1949, 253 p.

### Pastiches

#### Alexandre Dumas
- Le Fils des Trois Mousquetaires[5], nouvelle
- Le Fils des Trois Mousquetaires, roman
- Le Fils des Trois Mousquetaires - Nouveaux exploits

#### Sherlock Holmes
Aucun mystère ne résiste au grand Loufock-Holmès. Parmi les affaires qu'il a résolues : l'énigmatique assassinat de l'accordeur de participes, la disparition des cloches de Chicago, la tragique affaire des malles sanglantes… Autour de lui gravitent plusieurs personnages : son fidèle disciple, le benoît chef de la Sécurité relative et son ennemi juré : l'ignoble Spectras.
2 ouvrages parus :
- Loufock Holmès, le détective idiot / Cami. M. Labbe, 1908. Livret de chanson. Musique de Gaston Gaberoche et Adolf Stanislas.
- Les Aventures de Loufock-Holmès / Cami. éd. Flammarion, 1926, 284 p. . Contient : Loufock-Holmès contre tous, Spectras contre Loufock-Holmès. Rééd. avec des ill. de Nicolas de La Casinière, coll. « Bibliothèque de l'évasion », L'Atalante, Nantes, 1997, 238 p.   (ISBN 2-84172-058-6)

#### Le baron de Münchhausen
Cami a imaginé une réplique parodique, burlesque du baron de Münchhausen : le Baron de Crac, militaire français, commandeur de l'ordre du Royal-Jabot, courtisan de Louis XV. De sa retraite en Gascogne, au château la Cracodière, il raconte à ses invités émerveillés d'avance les exploits qui établirent sa réputation universelle (épisodes de chasse, scènes de batailles, incidents/accidents, missions du roi…). Il possède un fidèle valet nommé Dodu. Jean Image s'inspirera des dessins de Cami pour représenter le baron du Münchhausen dans son dessin animé : Les Fabuleuses Aventures du légendaire baron de Münchhausen (1978).
- Les Exploits galants du baron de Crac suivi de Les Drames de la volupté : saynètes, éd. B. Grasset, 1925, 232 p.  ; rééd. J.-J. Pauvert, 1972, 186 p.
- Les Aventures sans pareilles du baron de Crac, coll. « Petite Bibliothèque blanche », éd. Hachette, 1926, 112 p.
- Le Neveu du baron de Crac, coll. « Petite Bibliothèque blanche », éd. Hachette, 1927, 108 p.
- Les Amours du Baron de Crac, Cahiers de la Compagnie Madeleine Renaud-Jean-Louis Barrault no 70, éd. Gallimard, 2e trimestre 1969

### Théâtre
- En chemyse, opérette bouffe en 3 actes de Albert Willemetz et Cami, musique de Raoul Moretti, créée le 7 mars 1924 aux Bouffes-Parisiens. Publiée aux éditions Salabert, Paris, 113 p.
- Au Royal-Pépin, comédie en 1 acte en vers créé au théâtre Verlaine le 14 janvier 1950). Publiée aux Éditions théâtrales, Paris, 1951, 32 p.
- Le Petit Chaperon vert, 2 actes

#### Recueils de pièces et saynètes
- L'Homme à la tête d'épingle, 1914
- Dupanloup ou les Prodiges de l'amour, éd. Flammarion, Paris, 1923, 270 p.  ; rééd. avec une présentation de Michel Laclos, éd. J.-J. Pauvert, 1972, 202 p.
- Pour lire sous la douche, éd. Flammarion, Paris, 1928, 284 p.  rééd. avec une présentation de Michel Laclos, éd. J.-J. Pauvert, 1972, 243 p.  ; autres rééd. : Le Livre de poche no 478, 1976, 314 p.   (ISBN 2-253-01365-X) ; coll. « Les Grands Humoristes », Arléa, 1992, 212 p.   (ISBN 2-86959-128-4) ; Arléa-poche no 45, Arléa, 1998, 212 p.   (ISBN 2-86959-403-8)
- Trêve… de plaisanteries, 1934
- Les Farfelus
- Les Grands-parents terribles, éd. Baudinière, Paris, 1939, 287 p.
- Vierge quand même !, 1972
- A Cami Sampler, éd. Black Scat Books, Fairfield, Californie , 2013

### Compilations
- Textes choisis par Michel Laclos, éd. J.-J. Pauvert, 1960, 351 p.
- Cami : textes choisis par Jacques Sternberg, coll. « Humour secret » no 4, éd. R. Julliard, 1964, 239 p.
- Les Nuits de la Tour de Nesle et autres contes, présentation par Michel Laclos, coll. « Le Monde en 10/18 » no 341, Union générale d'éditions, 1966, 189 p.

- Cami par Michel Laclos, coll. « Seghers Humour », éd. Seghers, 1976, 190 p.

- Les Drames de la vie courante, avertissement et notice biographique de Michel Laclos, second avertissement de Roland Topor, coll. « Atelier de recherche et de la réalisation théâtrale », éd. J.-J. Pauvert, Paris, 1988, 110 p.   (ISBN 2-87697-051-1) ; Rééd. Folio no 2298, Gallimard, Paris, 1991, 110 p.   (ISBN 2-07-038412-8)

## Filmographie

### Acteur
- 1939 : Prince Bouboule de Jacques Houssin, avec Georges Milton et Irène Zilahy

### Scénariste
- Charlot, correspondant de guerre ; contient deux scénarios : Charlot se bat en duel et Charlot dans un œuf, Kickshaws
- 1920 : Belle-Humeur l'ingénieux troubadour[7],[8] d'Albert Carjol[9] et Maurice Forster (film court)
- 1947 : Histoire de chanter de Gilles Grangier avec Luis Mariano ; publication : Histoire de chanter, adaptation et dialogues de René Wheeler, film raconté par J. Fagel, éd. Stars et films, 1947